# Tucumánboomgors
De tucumánboomgors (Poospiza baeri; synoniem: Compsospiza baeri) is een zangvogel uit de familie Thraupidae (tangaren). Het is een kwetsbare, endemische vogelsoort in Argentinië. De vogel is in 1904 door Emile Oustalet vernoemd naar de persoon die de vogels verzamelde en opstuurde naar het Muséum national d'histoire naturelle, de heer M. G.-A. Baer.

## Herkenning
De vogel is 17 cm lang. Het is een dofgrijze boomgors met een olijfkleurige tint door het verenkleed. Van onder is de vogel lichter gekleurd. De voorkant van de kruin, de veren rond het oog, de keel en de onderstaartdekveren zijn oranjebruin. De snavel is relatief kort en donker gekleurd.

## Verspreiding en leefgebied
Deze soort is endemisch in de Andes van noordwestelijk Argentinië. Het leefgebied is struikgewas in rotsig terrein in de bergen tussen de 2000 en 3400 m boven zeeniveau.

## Status
De tucumánboomgors heeft een beperkt verspreidingsgebied en daardoor is de kans op uitsterven aanwezig. De grootte van de populatie werd in 2016 door BirdLife International geschat op 1,5 tot 7 duizend individuen en de populatie-aantallen nemen af door habitatverlies. Het leefgebied wordt aangetast door begrazing door geiten en runderen en de omzetting van natuurlijk vegetatie in gebied voor agrarisch gebruik en menselijke bewoning. Om deze redenen staat deze soort als kwetsbaar op de Rode Lijst van de IUCN.